# Nanna Lundh-Eriksson
Jeanna (Nanna) Amanda Lundh-Eriksson, född Lundh 30 november 1878 i Bunkeflo i Skåne, död 26 december 1977 i Stockholm, var en svensk författare.

## Biografi
Nanna Lundh-Eriksson var dotter till folkskolläraren Hans Lundh och småskollärarinnan Hanna Andersson. Efter studentexamen 1899 vid Wallinska skolan i Stockholm tjänstgjorde hon som lärare. Men det var först sedan hon blivit änka 1913, som hon tog folkskollärarexamen 1915 och blev lärare i Stockholm samma år. Hon var verksam inom ett flertal föreningar med kommunala och sociala syften, från 1930 ledamot av Stockholms stadsfullmäktige och medarbetare i Nya Dagligt Allehanda. 
Lundh-Eriksson har bland annat utgett de historiska skissamlingarna Sveriges drottningar 1531-1860 (1916, 3:e upplagan 1926) och Sveriges prinsessor 1539-1829 (1927), Skåne (1920, 2:a upplagan 1921) samt läro- och läsebok i historia för folkskolan (1922-23). Hennes största verk är biografier över Sofia Albertina, Hedvig Eleonora, Ulrika Eleonora d. y. och Aurora von Königsmarck. De flesta verken har tillkommit efter skolans krav. 
Lundh-Eriksson var gift med läroverksadjunkten Karl Edvard Eriksson, som avled 1913, och hade flera barn.

### Skönlitteratur
- Från hembygdsstigarna : en berättelse från sjuttiotalets Skåne. Stockholm: Bergvall. 1917. Libris 1655536
- Elsa Andersdotter : en berättelse från flydda dagars Skåne. Stockholm: Bergvall. 1918. Libris 1655535
- Där hemma : några berättelser från det flydda Skåne. Stockholm: Norstedt. 1927. Libris 1339124
- Mors klöverblad : en bok för käcka ungdomar. Uppsala: Lindblad. 1934. Libris 1348403
- I zigenarnas spår : berättelse från 1880-talet. Barnbiblioteket Saga ; 183. Stockholm: Svensk läraretidning. 1938. Libris 1361178

### Varia
- Sveriges drottningar 1531-1860 : en serie kvinnoöden. Stockholm: Bergvall. 1916. Libris 1704413
- Skåne : läsebok för skola och hem. Hembygdsböckerna, 99-0930468-6. Uppsala: Lindblad. 1920. Libris 27550
- Sveriges historia för folkskolan. Stockholm: J. A. Lindblad. 1922-1923. Libris 1677899
  -  Del 1, Läroboken t.o.m. år 1660. Stockholm: J. A. Lindblad. 1922. Libris 1677900
  -  Del 2, Läseboken från år 1660 till nuvarande tid. Stockholm: J. A. Lindblad. 1923. Libris 1677902
- Våra kryddor. Svenska biblioteket Fri läsning, 99-1979328-0 ; [1]. Stockholm: Sveriges folkskollärarinneförbund. 1922. Libris 1482760
- Kristina Gyllenstierna. Svenska biblioteket Fri läsning, 99-1979328-0 ; [9]. Stockholm: Sveriges folkskollärarinneförbund. 1924. Libris 1482767
- Historiska silhuetter : människoöden från gången tid. Stockholm: Bergvall. 1925. Libris 1487216
- Sveriges prinsessor 1539-1829. Stockholm: Norstedt. 1929. Libris 1339126
- Från det gyllene Prag till det blånande Tatra : en bok om Tjeckoslovakien. Ungdomens bibliotek, 99-0447297-1 ; 20. Stockholm: Svensk läraretidning. 1933. Libris 1364711
- Nordens minsta kungarike. Svenska biblioteket Fri läsning, 99-1979328-0 ; 20. Stockholm: Lärarinneförbundet. 1933. Libris 1368935 - Tillsammans med Ejnar fors Bergström.
- Skånsk mat och skånska seder : gamla recept och sedvänjor samlade och upptecknade. Stockholm: Hökerberg. 1934. Libris 1348404
- Sagornas ö : reseminnen. Uppsala: Lindblad. 1936. Libris 2880658
- Sveriges blåa band : en färd på Göta kanal. Stockholm: Svensk läraretidning. 1936. Libris 1361167
- Vitt och rött : bilder ur Danmarks historia. Barnbiblioteket Saga, 99-0448970-X. Stockholm: Svensk läraretidning. 1943-1944. Libris 1388347
  -  [Samling 1]. 1943. Libris 1388349
  -  Samling 2. 1944. Libris 1388348
- En ny lärarinna kommer till Köping : författarinnan Nanna Lundh-Eriksson berättar minnen från seklets början. Köping. 1946. Libris 9723003
- Sophia Albertina : historisk kavalkad. Stockholm: Wahlström & Widstrand. 1946. Libris 8210768
- Hedvig Eleonora. Stockholm: Wahlström & Widstrand. 1947. Libris 541857
- Svenska ätten Königsmarck. Linköping. 1950. Libris 13553634
- Benedikta : en bygdekrönika från svunna tider i Skåne. Malmö: Scania. 1964. Libris 1232253
- Aurora Königsmarck och hennes värld. [Stockholm]: [Författaren]. 1975. Libris 7790482. ISBN 9197012807
- Den glömda drottningen : Karl XII :s syster Ulrika Eleonora d.y. och henes tid. [Stockholm]: [Författaren]. 1976. Libris 7790483. ISBN 9197012815

### Redaktör
- Svenska biblioteket Fri läsning. Stockholm: Sveriges folkskollärarinneförbund. 1922-1928. Libris 1889856
- Årsskrift / Skånegillet i Stockholm. Stockholm. 1935-1940. Libris 2256853 - Tillsammans med Carl Efvergren och Herman G. Simmons.